# Алан Арчибальд
Алан Арчибальд (англ. Alan Archibald, нар. 13 грудня 1977, Глазго) — шотландський футболіст, що грав на позиції центрального захисника за клуби «Партік Тісл» і «Данді Юнайтед», а також молодіжну збірну Шотландії. По завершенні ігрової кар'єри — тренер.

## Клубна кар'єра
У дорослому футболі дебютував 1996 року виступами за команду клубу «Партік Тісл», в якій провів сім сезонів, взявши участь у 200 матчах чемпіонату.  Більшість часу, проведеного у складі «Партік Тісл», був основним гравцем команди. 2001 року допоміг команді виграти Другий дивізіон чемпіонату Шотландії, а вже наступного року — відразу ж і Перший дивізіон, отримавши право виступів у шотландській Прем'єр-лізі.
Своєю грою привернув увагу представників тренерського штабу клубу «Данді Юнайтед», до складу якого приєднався 2003 року. Відіграв за команду з Данді наступні чотири сезони своєї ігрової кар'єри. Граючи у складі «Данді Юнайтед» також здебільшого виходив на поле в основному складі команди.
2007 року повернувся до «Партік Тісл», за який відіграв ще 6 сезонів. Завершив професійну кар'єру футболіста виступами за команду «Партік Тісл» у 2013 році.

## Виступи за збірну
Протягом 1998–1999 років залучався до складу молодіжної збірної Шотландії. На молодіжному рівні зіграв у 5 офіційних матчах.

## Кар'єра тренера
Завершивши ігрову кар'єру, залишився у «Партік Тісл», замінивши на початку 2013 року Джекі Макнамару, що перейшов на тренерський місток «Данді Юнайтед», на чолі тренерського штабу команди. Починав як виконувач обов'язків головного тренера, а вже за декілька місяців уклав повноцінний тренерський контракт. А ще за декілька місяців, за результатами сезону 2012/13, привів команду до перемоги у Першому дивізіоні чемпіонату Шотландії.
Результати команди Арчибальда у шотландській Прем'єр-лізі не відзначалися стабільностю. Зокрема у першому сезоні 2013/14 «Партік Тісл» видав семимісячну серію без жодної домашньої перемоги, проте на полях суперників його результати були кращими, і місце в елітному шотландському дивізіоні було збережене. У наступних сезонах 2014/15 і 2015/16 команда закінчувала перші частини турнірів у другій шістці, проте незмінно уникала пониження у класі, а в сезоні 2016/17 навіть потрапила до чемпіонського раунду, хоча й виявилася найслабшою з шости його учасників.
Але в наступному сезоні 2017/18 у грі «Партік Тісл» відбувся спад, команда фінішувала на передостанньому місці Прем'єр-ліги, а згодом програла плей-оф за право збереження місця у ній «Лівінгстону», понизившись у класі до Першого дивізіону. Попри це керівництво команди продовжило співпрацю з Арчибальдом, хоча й ненадовго — після невдалого старту виступів у другій за силою шотландській лізі його того ж 2018 року було звільнено. 

## Титули і досягнення

### Як гравця
- Переможець Другого дивізіону Шотландії (1):

«Партік Тісл»: 2000-01
- Переможець Першого дивізіону Шотландії (1):

«Партік Тісл»: 2001-02

### Як тренера
- Переможець Першого дивізіону Шотландії (1):

«Партік Тісл»: 2012-13